# Rezerwat przyrody Kamenné more vo Vyhniach

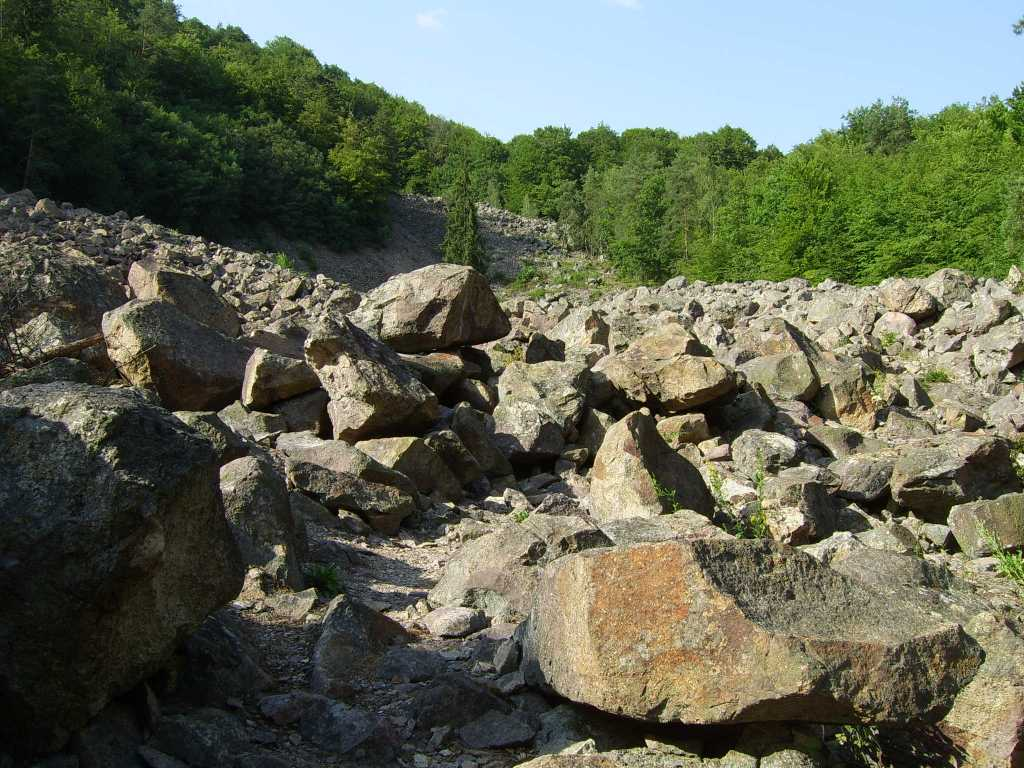
Kamenné more – duże bloki w dolnej części rumowiska

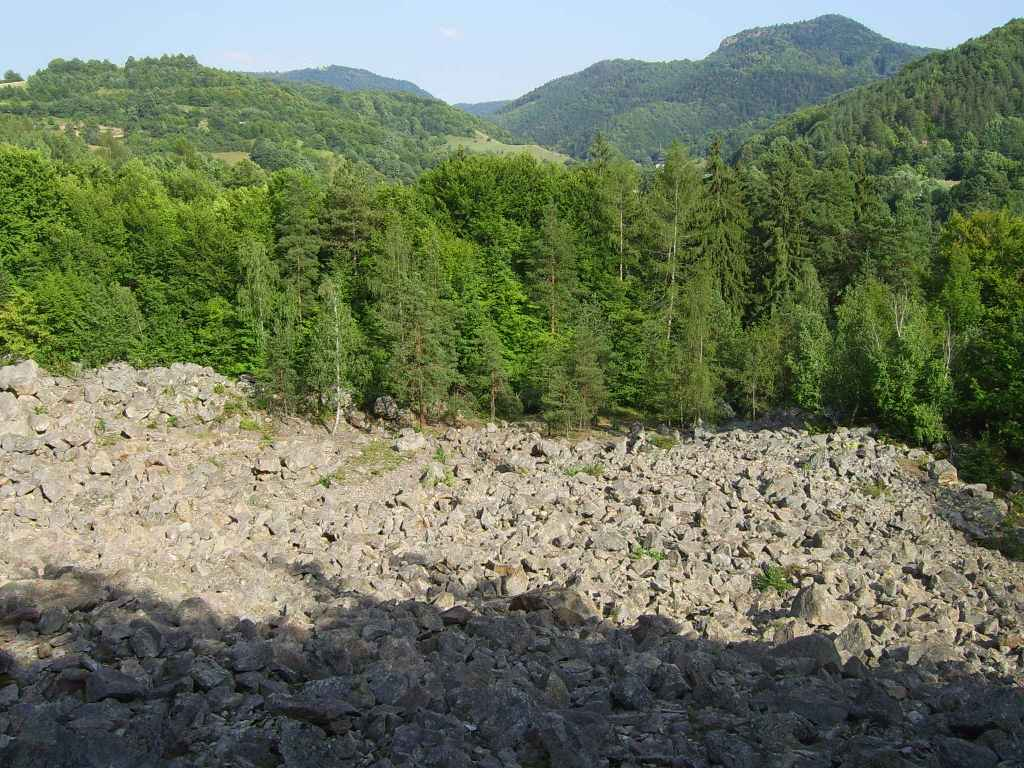
Widok na rumowisko skalne i Góry Szczawnickie

Rezerwat przyrody Kamenné more vo Vyhniach – rezerwat przyrody (słow. prírodná rezervácia) w środkowo-zachodniej Słowacji, w kraju (słow. kraj) bańskobystrzyckim, w powiecie (słow. okres) Żar nad Hronem, niedaleko miejscowości Vyhne. Został ustanowiony w 1937 r. na obszarze 13,3 ha. Jest jednym z najstarszych i najbardziej znanych obszarów chronionych na Słowacji.

## Położenie
Rezerwat znajduje się na południowym stoku góry Kamenný vrch (też: Kamenná, 495 m n.p.m.), na zboczach Vyhniańskiej doliny, w południowej części Gór Szczawnickich (Štiavnické vrchy).

## Charakterystyka
Zbocza góry zbudowane są z czerwonawego lub fioletowego ryolitu o strukturze porfirowej i teksturze fluidalnej. Gdzieniegdzie spotkać można żyłki kwarcu i jaspisu. Pokryte są one rumowiskiem skalnym (słow. kamenné more) o powierzchni ok. 5 ha, największym w wulkanicznej części Karpat. Jego początek sięga prawdopodobnie plejstocenu, kiedy w zimnym klimacie peryglacjalnym następowało zamarzanie i rozmarzanie wody w szczelinach skał, powodujące ich rozsadzanie. Przyjmuje się też duże znaczenie ruchów masowych, takich jak soliflukcja, spełzywanie, osuwanie gruntu. Niektóre z tych procesów mogą zachodzić współcześnie. Górny brzeg rumowiska znajduje się na wysokości ok. 400 m n.p.m., dolny – blisko o 100 m niżej. Obserwujemy tu grawitacyjne porządkowanie rumowiska: największe bloki występują w dolnej części rumowiska i mają średnicę sięgającą do 3 m. Kształt poszczególnych brył jest efektem nieregularnego i blokowego układu ciosów w ryolicie. Zjawiska wulkaniczne, które doprowadziły do pojawienia się ryolitowej kopuły lawowej, miały miejsce ok. 11,6 mln lat temu.

## Flora i fauna
Na terenie rezerwatu występuje wiele rzadkich gatunków mchów i porostów, których biologia związana jest ściśle z siedliskami ciepłych rumowisk skał wulkanicznych. Żyje tu również szereg gatunków chronionych zwierząt, głównie owadów i gadów (m.in. jaszczurka murowa).

## Dzieje ochrony
Po raz pierwszy „Kamenné more” w Vyhniach objęto ochroną już w 1923 r. Ponieważ jednak tutejszy ryolit był poszukiwanym surowcem do wyrobu kamieni młyńskich (szacuje się, że wywieziono stąd ok. 80 wagonów materiału), ochrona ta była iluzoryczna. Dopiero w 1937 r., po zakończeniu eksploatacji gospodarczej głazowisk, teren ten objęto ochroną rezerwatową.
Nowelizację statusu ochrony rezerwatowej przeprowadziło Ministerstwo Kultury Słowackiej Republiki Socjalistycznej rozporządzeniem nr 1557/1983-32 z dnia 31 marca 1983 r. (z terminem wejścia w życie od 1 maja 1983 r.). Od 1 kwietnia 2003 r. w rezerwacie obowiązuje 4 stopień ochrony (decyzja VZV KÚ w Bańskiej Bystrzycy nr 6/2003 z dnia 4 marca 2003 r.). Rezerwat leży w granicach Obszaru Chronionego Krajobrazu Gór Szczawnickich oraz Krajowego Geoparku Banská Štiavnica.

## Turystyka
Jeszcze do początku lat 90. XX w. przez teren rezerwatu wiódł żółto znakowany szlak turystyczny z Vyhni na szczyt Kamiennej – obecnie zlikwidowany ze względu na wymogi ochrony przyrody oraz bezpieczeństwa turystów (ruchome i spadające bloki). Obecnie skrajem rezerwatu biegną znaki zielone szlaku z Vyhni do Szklanych Cieplic. Wgląd na rumowisko daje również Ścieżka dydaktyczna im. Andreja Kmeťa w Vyhniach.